# Foggy Dew
<Foggy Dew>(안개 이슬)은 몇몇 아일랜드 발라드 민요와 아일랜드 애가(애도곡) 제목이다. 노래는 1916년 부활절 봉기를 시간의 흐름에 따라 나열하며, 수 많은 아일랜드 젊은이들이 1차 세계대전에서 그들의 지배국인 대영제국을 위해 싸웠던 것을 상기시키고, 아일랜드 사람들에게 대영제국 대신 아일랜드를 위해 싸울 것을 호소하는 내용이다.

## 초기 제목
아일랜드 전통민요로써 "The Foggy Dew(안개 이슬)" 이라는 이름이 등장한 것은 에드워드 번팅(Edward Bunting)의 아일랜드 고대 음악(The Ancient Music of Ireland) (1840),

에서였다. 곡조는 오늘날 불리는 것과 다르다. (아래에서 서술할 애도곡과 저항가요의 곡조하고도 다르다.) 번팅의 곡조는 "J. Mc Knight, Belfast, 1839"를 원본으로 하지만, 같은 곡조가 이미 오 파렐의 일리언 파이프를 위한 아일랜드 민족 음악 모음집 (O'Farrell's Collection of National Irish Music for the Union Pipes) (London, 1804)에서도 발견됐으며, 해당 곡조는 "Corraga Bawn"으로 불리었다.

## 부활절 봉기
"Foggy Dew(안개 이슬)"라는 제목을 가진 또 다른 노래는 사제인(나중에 의전사제) 포글레논의 찰스 오 네일
과, 카운티 안트림
이 작곡했다.

오 네일는 머누스(Maynooth)의 성 패트릭 대학(St. Patrick's College)에서 1912년에 서품을 받았다.
이 Foggy Dew 노래는 밸리캐슬의 마이클 달랏의 자매인 카틀린 달랏(Kathleen Dallat)이 소유하고 있던 원고를 원전으로 한다. 원고에는 칼 하드벡(Carl Hardebeck)이 편곡자로 밝혀져 있다.
원고의 노래는 아일랜드 전통 연가(사랑노래)인 The Moorlough Shore와 같은 곡조를 갖고 있다.
Foggy Dew는 1916년 부활절 봉기와 1차 세계대전 이후 아일랜드 정치상황의 산물이다.
대략 21만명의 아일랜드인이 1차 세계대전 동안 영국군에 지원하여 복무하였다.
이는 아일랜드 사람들, 특히 아일랜드 민족주의에 동조하는 사람들에게 복잡한 감정을 갖게 했다. 그들은 영국의 전쟁노력을 폭넓게 지지했지만, 또한 전쟁의 정당화 이유 중 하나인 벨기에와 세르비아 같은 "작은 나라들의 자유"가, 당시 영국 지배 아래 놓였던 아일랜드에도 적용돼야 한다고 느꼈다. 1915년 갈리폴리에서, 존 레드몬드의 모병에 응한 아일랜드 청년과 중산층들이 도륙당한 일은 많은 사람들을 전쟁반대로 돌아서게 만들었다.
1916년, 제임스 코놀리와 패트릭 피어스가 이끄는 아일랜드 애국주의자들이, 1차 세계대전에 영국이 사로잡혀 있는 것을 기회로 삼아, 중앙우체국을 포함한 더블린의 몇몇 주요 건물들을 점령하였고, 일부는 골웨이와 미스(Meath) 주의 애쉬본(Ashbourne)에서 봉기했다. 부활절 봉기였다.
봉기에 대한 강경대응으로 봉기 지도자들의 처형이 이어졌고, 이는 많은 아일랜드 사람들에게 전환점이 됐다. 처형에 대한 대중의 혐오감은
늘어나던 영국 정부에 대한 거리감을 더욱 늘어나게 했다.
의전사제 오 네일는 Foggy Dew를 만들면서 이런 거리감 정서를, 소수의 용감한 몇 백명이 당대 세계에서 가장 강력한 제국에 대항해 봉기한 것을 기리는 내용을 통해 반영하였다. 1919년, 그는 신 아일랜드 의회인 달 에런의 첫 회기에 참석하였다.
선출된 의원들의 이름이 호명됐지만, 많은 수가 영국정부에 의해 체포되어 결석이었다. 그들의 출석호명에 대한 응답은 faoi ghlas ag na Gaill이었는데, 이는 외국인에게 잡혀있다는 뜻이었다.
이 사건은 오 네일에게 깊은 영향을 주었고, 시간이 지난 뒤 Foggy Dew를 만들며, 부활절 봉기에 대한 이야기와 1차대전 때 영국을 위해 싸웠던 아일랜드인들이 아일랜드에 남아 아일랜드 독립을 위해 싸웠어야 했다는 당시 많은 아일랜드 사람들의 생각을 반영하였다. 오 네일은 이 감정을 "아일랜드의 하늘 아래서 죽는 것이 수블라(Suvla)나 수드 엘 바(Sud el Bar)에서 죽는 것보다 훨씬 낫다네" 라는 가사로 압축하였다.

## 가사
Foggy Dew의 가사는 판본이나 구전에 따라 달라질 수 있다.
| As down the glen one Easter morn To a city fair rode I. There armed lines of marching men In squadrons passed me by. No pipe did hum, no battle drum Did sound its loud tattoo But the Angelus bello'er the Liffy's swell Rang out in the foggy dew. Right proudly high over Dublin town They hung out that flag of war. 'Twas better to die 'neath an Irish sky Than at Suvla or Sud el Bar. And from the plains of Royal Meath Strong men came hurrying through; While Brittania huns with their long-range guns Sailed in through the foggy dew. oh the night fell black and the rifle's crack made perfidious Albion reel 'mid the leaden rain and seven tongues of flame did shine o're the lines of steel by each shining blade a prayer was said that to Ireland her sons be true when the morning broke still the war flag shook out its fold on the foggy dew T'was England bade our wild geese go That small nations might be free. But their lonely graves are by Suvla's waves Or the fringe of the great North Sea. But had they died by Pearse's side Or fought with Cathal Brugha, Their names we would keep where the Fenians sleep 'Neath the shroud of the foggy dew. but the bravest fell, and the requiem bell Rang mournfully and clear For those who died that Eastertide In the spring time of the year. And the world did gaze in deep amaze At those fearless men, but few Who bore the fight that freedom's light Might shine through the foggy dew. Back through that glen I rode again and my heart with grief was sore for I parted with those gallant men whom I'll never see no more But to and fro in dreams I'll go and I'll kneel and pray for you For slavery fled, oh glorious dead, when you fell in the foggy dew | 어느 부활절 아침 골짜기를 내려가며 시내 장터로 가고 있었다네 내 곁을 지나치는 부대 속에 무장하고 줄지어 행진하는 사람들이 있었다네 파이프도 울지 않고, 전쟁 북도 없었지만 마치 그 소리가 크게 울리는 듯 했지 안젤루스의 종소리가 리피강의 물결 너머 안개이슬 속에 울려퍼지네 자랑스럽게 더블린 시 너머 높이 그들은 군기를 내걸었다네 아일랜드의 하늘 아래서 죽는 것이 수블라(Suvla)나 수드 엘 바(Sud el Bar)에서 죽는 것보다 낫다네 그리고 로열 미스의 들판에서 강한이들이 서둘러 나왔지 영국 오랑캐들과 그 장거리포가 안개이슬 속을 헤치며 항해할 동안에 오, 밤은 깊어지고 터지는 소총소리는 믿지 못할 알비온을 휘청이게 하네 납덩이의 빗 속, 일곱 혀의 불길이 강철의 전열 너머로 빛나네 각각의 빛나는 검날마다 담긴 기도는 "아일랜드여, 그대의 자손이 그대에 진실되기를" 아침이 밝고 군기는 여전히 안개이슬 속에서 휘날리네 잉글랜드가 우리의 야생 거위들을 데려가서 작은 나라들은 해방되었겠지. 하지만 그들의 외로운 무덤은 수블라의 파도 옆이나 거대한 북해의 변두리에 있다네. 하지만 그들이 피어스의 편에서 죽었거나 혹은 카헐 브루와 같이 싸웠다면, 우리가 그들의 이름을 피니언이 잠든 곳에 남겼으리라 안개이슬의 장막 아래에서 하지만 용감한 자들이 쓰러지고, 추모미사의 종이 슬프고 또렷하게 울려퍼지네 그 해 봄날, 부활주일에 죽은 사람들을 위하여. 그리고 세상은 깊이 놀라며 바라보네 소수지만 두려움 없던 그들을 싸움을 견뎌낸 그들에게 자유의 빛이 안개이슬을 뚫고 비추리라 다시 골짜기로 향해 돌아가면서 나의 가슴은 슬픔으로 쓰렸다네. 이제 더 이상 다시 보지 못할 용감했던 그들을 떠나보내는 것이 하지만 꿈 속으로 들어가며 나오며 무릎꿇고 당신들을 위해 기도하겠네. 예속에서 벗어나, 오 영광스런 죽음을 안개 이슬 속에 그대들이 쓰러졌을 때. |

### 내용주
1. ↑  Charles O’Neill from Portglenone
2. ↑  County Antrim (1887–1963). 다운 앤드 코너 교구(Diocese of Down and Connor)의 사제였으며, 나중에 벨파스트 성 베드로 대성당(St. Peter's Cathedral, Belfast)의 보조사제, 말년에 킬쿠(Kilcoo)와 북아일랜드 다운 주의 뉴캐슬에서 주임사제가 됐다.
3. 1 2  가톨릭 교회에서 삼종기도를 할 때 울리는 종. 각각 아침 6시, 12시, 18시 총 세 번을 울린다.
4. 1 2  외국 전쟁에서 싸운 아일랜드인, 여기서는 1차 세계대전에 참전한 아일랜드인들을 지칭하는 단어이다. 제임스 2세의 퇴위 후 아일랜드를 떠나 프랑스 군에 복무한 아일랜드 자코뱅파들에게서 유래하였으며, 해외이주 아일랜드인을 의미하는 단어로까지 폭 넓은 의미로 쓰인다. 참고: en:Flight of the Wild Geese